# Malé Březno (Ústí nad Labem-i járás)
Malé Březno település Csehországban, az Ústí nad Labem-i járásban. Malé Březno Těchlovice, Homole u Panny, Velké Březno, Povrly és Zubrnice településekkel határos. Lakosainak száma 525 fő (2024. január 1.).

## Népesség
A település lakosságának változását az alábbi diagram mutatja:
| Lakosok száma | 692  | 886  | 1086 | 732  | 564  | 516  | 509  | 520  | 532  | 525  |
|               | 1869 | 1890 | 1921 | 1950 | 1980 | 2001 | 2017 | 2019 | 2022 | 2024 |